# 恚 (佛教)
恚（藏語：khong khro），又譯為嗔、嗔恚、怒、有對、對礙，佛教術語，即是憤怒、反感的意思，是煩惱的一種，也是一種心所。

## 概論
恚是一種不善的心所，是一種結，《法集論》將它列為十結之一，《集異門論》列為九結之一。在瑜伽行唯識學派及現代南傳上座部傳統中，被列為六種煩惱之一。
它被定義為對於其他有情，對於挫折、不如意，以及對於帶給某個人挫折的人。事物，產生的敵意。根源在三不善根的瞋（dveṣa）之中。它是因為錯誤的認知，負面的行為，以及缺少禪定與內觀等修行而產生。因為恚心所，會產生五蓋的瞋恚。